# رينيه ديل
رينيه ديل (بالفرنسية: René Diehl)‏ هو عالم آثار فرنسي، ولد في فبراير 1912 في لافال في فرنسا، وتوفي في 1980.